# ORF (방송사)
ORF(오스트리아 방송, 독일어: Österreichischer Rundfunk)는 오스트리아의 공영 방송이다.

## 역사
오스트리아의 라디오 방송은 1923년 4월 1일에 시험 방송을 실시하였고, 1924년에 Radio Verkehrs AG(RAVAG)라는 이름으로 1924년 2월에 개국하였다.
제2차 세계대전이 종전 된 후 RAVAG는 1955년 8월 1일 ORF로 재편된다. 1974년까지는 연방과 주가 출자한 유한회사였으나, 같은 해 방송법의 개정으로 독점적 공영방송 네트워크로 발족하였다.

## 수신료 징수제

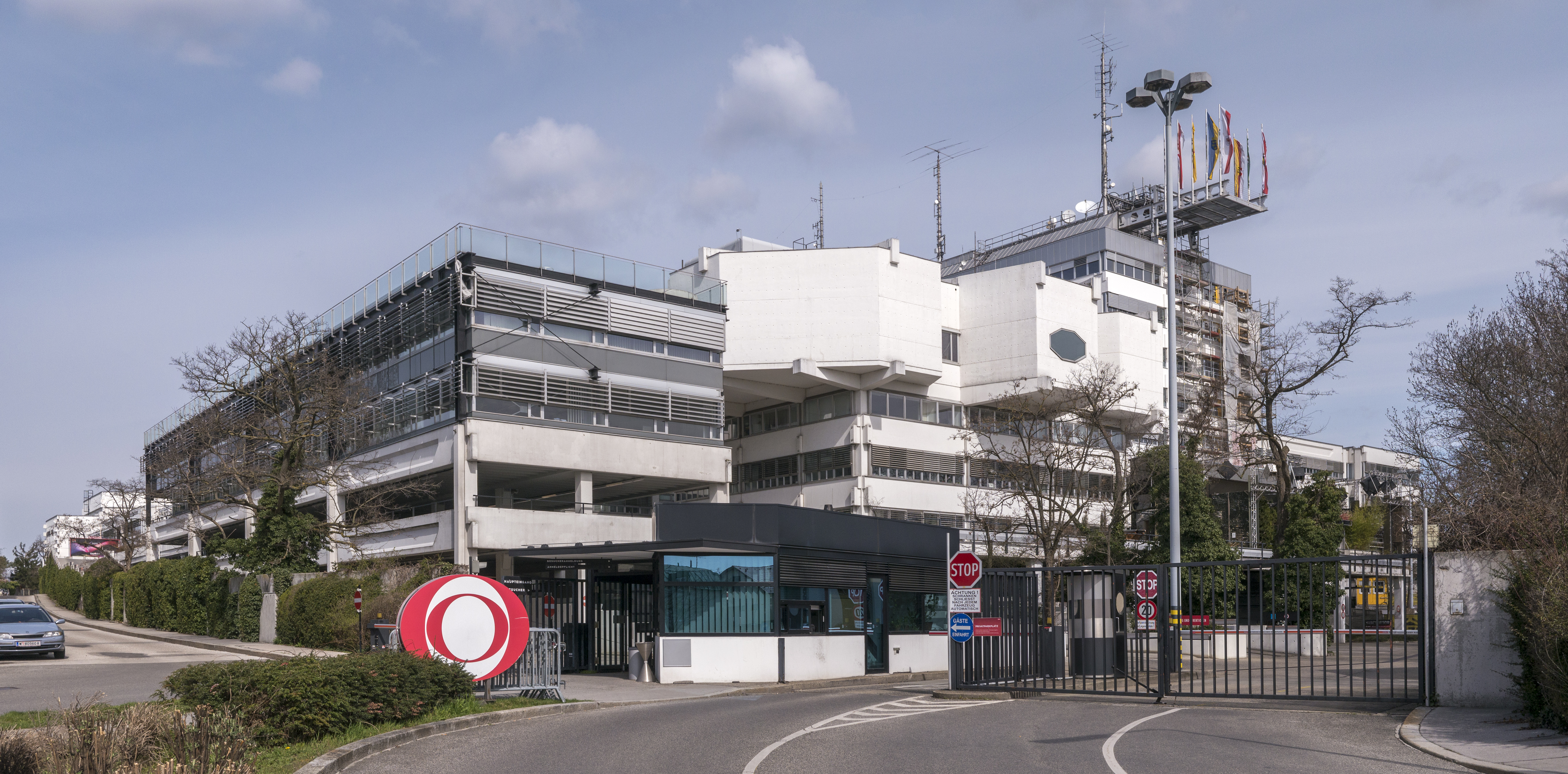
ORF의 본사

광고료와 수신료로 재정적 지원을 받고 있으며, 비율은 각각 2:3이다. 1일 광고 방송 시간은 텔레비전은 20분, 라디오는 120분이며, 일요일과 기념일은 광고 방송을 할 수 없다.

## 라디오 채널
- Ö1 : 종합 편성 채널. 클래식 등 음악 프로그램이 반을 차지하며 뉴스,시사 프로그램도 방송한다.
- Ö2 : 지역 채널로 각각 9개의 지역 라디오 방송국을 두고 있다. 하루 평균 9시간 오전과 밤에 자체 방송을 실시한다.
  - Radio Wien (빈)
  - Radio Niederösterreich (니더외스터라이히주)
  - Radio Oberösterreich (오버외스터라이히주)
  - Radio Burgenland (부르겐란트주)
  - Radio Salzburg (잘츠부르크주)
  - Radio Steiermark (슈타이어마르크주)
  - Radio Tirol (티롤주, 이탈리아의 남부 티롤 지방에도 청취 가능)
  - Radio Vorarlberg (포어아를베르크주)
  - Radio Kärnten (케른텐주)
- Hitradio Ö3 : 팝 음악 채널. 이곳에서 매주 금요일 Ö3 Austria Top 40이라는 오스트리아의 공식 싱글 차트를 발표한다.
- FM4 : 청소년 문화 채널.

## 텔레비전 채널

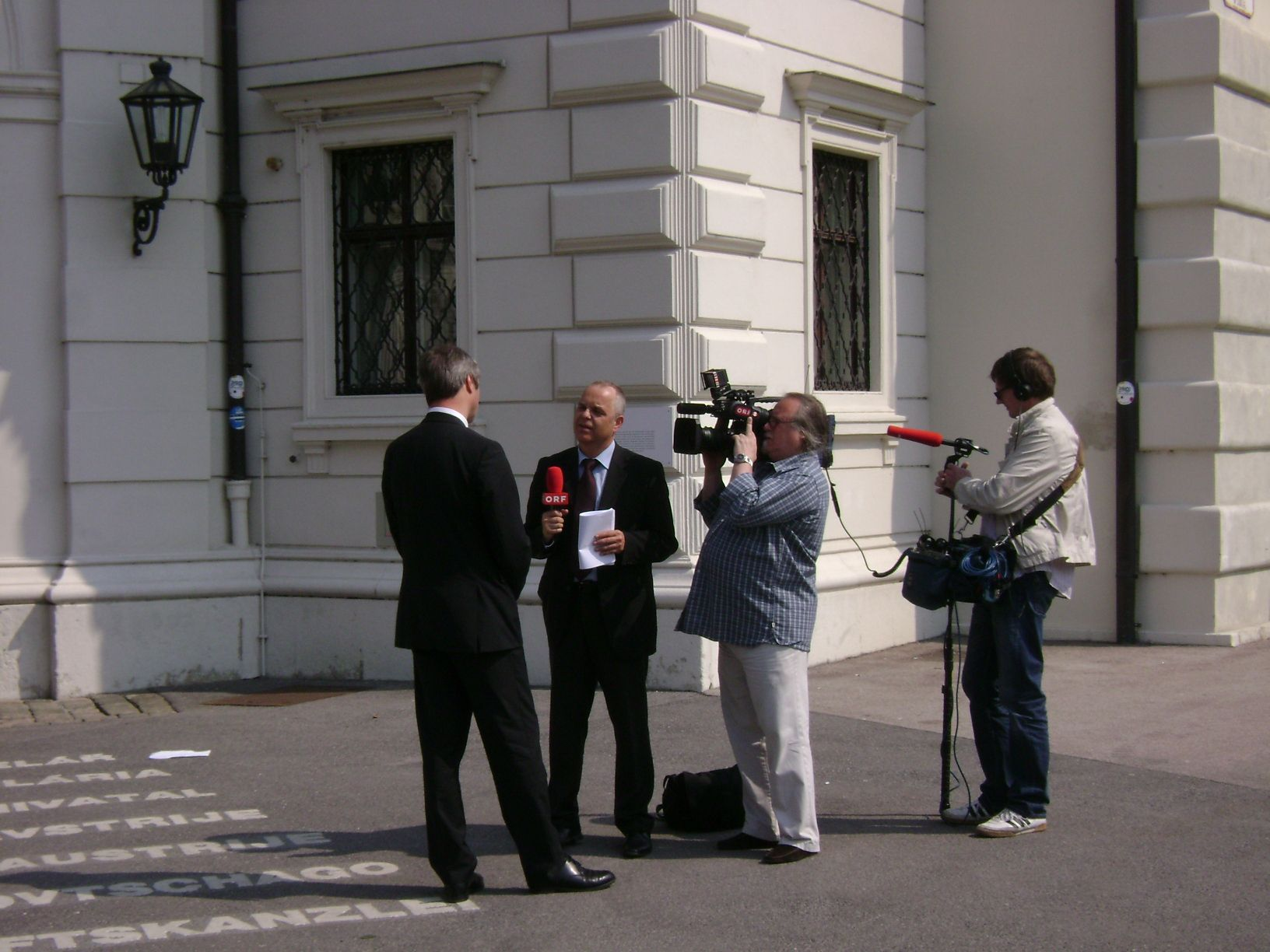
빈에서 ORF 기자의 인터뷰 모습

- ORF 1 : 1955년 개국한 드라마, 영화, 오락 중심의 종합 편성 채널. 1992년까지 FS1, 2011년부터 2019년까지 ORF eins로 방송했다.
- ORF 1 HD : ORF 1의 HD 방송.
- ORF2 : 1961년 9월 11일 개국한 문화, 보도 중심의 종합 편성 채널. 일부 지역 자체 방송도 실시한다. 1992년까지 FS2로 방송했다.
- ORF2 HD : ORF2의 HD 방송.
- ORF2 Europe : ORF2의 국제 방송.
- ORF III : 2011년 10월 26일 개국한 교양, 예술, 다큐 중심 채널.
- ORF Sport + (구 ORF Sport Plus)
- 3sat : ARD, ZDF, SRG SSR(SRF), ORF와 합작한 문화 채널